# Abd ar-Rahmán bin Amádí
Abd ar-Rahmán bin Amádí (arabsky عبد الرحمن بن أمادي‎), (francouzsky Abderrahmane Benamadi) (* 3. července 1985) je alžírský zápasník – judista.

## Sportovní kariéra
V roce 2005 měl druhým místem na mistrovství světa impozantní vstup na mezinárodní judistickou scénu. Na tento úspěch však v dalších letech, mimo africký kontinent nenavázal. Na své první olympijské hry v Riu se kvalifikoval až v roce 2016. V prvním kole byl aktivnější proti Uzbeku Sherali Juraevovi, ale žádný z nástupů do techniky nedotáhl do bodované podoby a prohrál na dvě penalizace (šida).

## Výsledky
| Turnaj             | 2005             | 2006             | 2007             | 2008             | 2009             | 2010             | 2011             | 2012             | 2013         | 2014         | 2015         | 2016         |
| Turnaj             | 20               | 21               | 22               | 23               | 24               | 25               | 26               | 27               | 28           | 29           | 30           | 31           |
| Turnaj             | polostřední váha | polostřední váha | polostřední váha | polostřední váha | polostřední váha | polostřední váha | polostřední váha | polostřední váha | střední váha | střední váha | střední váha | střední váha |
| ------------------ | ---------------- | ---------------- | ---------------- | ---------------- | ---------------- | ---------------- | ---------------- | ---------------- | ------------ | ------------ | ------------ | ------------ |
| Olympijské hry     |                  |                  |                  | —                |                  |                  |                  | —                |              |              |              | úč.          |
| Mistrovství světa  | 2.               |                  | —                |                  | úč.              | —                | úč.              |                  | úč.          | úč.          | úč.          |              |
| Africké hry        |                  |                  | 2.               |                  |                  |                  | 1.               |                  |              |              | 1.           |              |
| Mistrovství Afriky | 3.               | 3.               |                  | 3.               | —                | —                | 1.               | 2.               | —            | 2.           | 1.           | 1.           |